# Palazzo d'Estate (Bartolomeo Rastrelli)
Il Palazzo d'Estate (in russo Летний дворец?, Letnij dvorec) è il nome di due palazzi barocchi costruiti da Francesco Bartolomeo Rastrelli sul prato della Zarina dietro il Giardino d'estate a San Pietroburgo, entrambi demoliti.

## Descrizione

### Il primo palazzo
Nel 1730 Rastrelli progettò il primo palazzo in legno per l'imperatrice Anna. Questo edificio era strutturato su un solo piano, con 28 camere, una grande sala centrale e un sistema di canali navigabili interni.

### Il secondo palazzo
Quando Elisabetta Petrovna salì sul trono di Russia nel 1741, commissionò a Rastrelli la demolizione del palazzo della sua predecessora e la costruzione di una residenza "in stile veneziano" per se stessa.
Il nuovo Palazzo d'Estate, completato nel 1744, fu la residenza principale dell'Imperatrice Elisabetta nella capitale russa. Era un grande ed imponente edificio in muratura color malva con 160 stanze dorate, una chiesa adiacente e una fontana con cascata. Poco dopo il 1750 Rastrelli aggiunse un padiglione ed un teatro.

### Declino e demolizione
Nel 1762, Caterina la Grande trasferì la sua corte nell'appena costruito Palazzo d'Inverno. Nel 1797, l'Imperatore Paolo (che pure era nato lì nel 1754) ordinò che il dismesso ed abbandonato edificio fosse demolito e lo sostituì con una nuova residenza, il Castello Michailovskij.